# إدي هيكي
إدي هيكي (بالإنجليزية: Eddie Hickey) هو مدرب كرة سلة ولاعب كرة سلة ومدرب كرة قدم ولاعب كرة قدم أمريكي، ولد في 20 ديسمبر 1902 في راينولدس في الولايات المتحدة، وتوفي في 5 ديسمبر 1980 في ميسا في الولايات المتحدة بسبب نوبة قلبية.

## وصلات خارجية
- إدي هيكي على موقع قاعة المشاهير الجامعة الوطنية لكرة السلة (الإنجليزية)
- إدي هيكي على موقع كلية كرة السلة في سبورتس رفرنس.كوم (الإنجليزية)